# Procesor wektorowy
Procesor wektorowy, w przeciwieństwie do skalarnego, pozwala na przetwarzanie, w pojedynczych cyklach całych wektorów danych. Operandami instrukcji są wieloelementowe zbiory liczb. Dzięki temu można przyspieszyć niektóre obliczenia.
Procesory wektorowe stosowane są także we współczesnych superkomputerach. Na przykład NEC SX-9 stosowany w Earth Symulator II oraz NEC SX-ACE.